# Горсько-Косово
Го́рсько-Ко́сово (болг. Горско Косово) — село у Великотирновській області Болгарії. Входить до складу общини Сухиндол.

## Населення
За даними перепису населення 2011 року у селі проживали 162 особи.
Національний склад населення села:
| Національність   | Кількість осіб | Відсоток |
| ---------------- | -------------- | -------- |
| болгари          | 155            | 97,5%    |
| турки            | 0              | 0%       |
| інша             | 0              | 0%       |
| не визначились   | 3              | 1,9%     |
| Всього відповіли | 159            |          |

Розподіл населення за віком у 2011 році:
Динаміка населення: